# تماس (مجموعه تلویزیونی)
تماس (به انگلیسی: Touch) مجموعه‌ای تلویزیونی آمریکایی در ژانر فراطبیعی دلهره‌آور است که توسط تیم کایرینگ ایجاد شد. این مجموعه با نقش‌آفرینی کیفر ساترلند برای شبکه فاکس تولید شد و قسمت اول آن برای محک زدن مخاطب در تاریخ ۵ بهمن ۱۳۹۰ به نمایش درآمد که پیش از آغاز رسمی نمایش آن از تاریخ ۲۲ مارس ۲۰۱۲ (۳ فروردین ۱۳۹۱) بود. قسمت پایانی که به صورت دو قسمتی نمایش داده می‌شود در تاریخ ۳۱ مه ۲۰۱۲ به نمایش درمی‌آید.

## شرح
مجموعه تماس در حول محور مارتین بوهم با بازی کیفر ساترلند و فرزند ۱۱ساله ساکتش، جیک، با بازی دیوید مازوز شکل گرفته‌است.همسر ماریتن در مرکز تجارت جهانی و در روز حملات یازده سپتامبر کشته شد و وی به تنهایی درگیر مشکلات بزرگ کردن فرزندشان جیک شد. جیک نیز به مراقبت‌های ویژه نیاز دارد. مارتین که در ابتدا نویسنده بود در فرودگاه و در بخش خدمات مشغول به کار شده‌است. جیک هرگز کلمه‌ایی را بیان نکرده ولی توانایی شگرفی در اعداد و شناخت الگوهای عددی را داراست و بیشتر وقت خود را با نوشتن بر روی دفترچهٔ یادداشت و تبلت صفحه لمسی خود می‌گذراند، وی علاقۀ زیادی به تلفن‌های همراهی از فرودگاه جمع می‌کند دارد. جیک توانایی عجیبی در تلفن همراه ازخود نشان داد. در قسمت اول کمانی که وی از تلفن‌های همراه روی زمین ساخته بود به‌طور هم‌زمان شروع به زنگ‌زدن و نمایش یک شماره تلفن نمودند تا به مارتین یادآوری نماید که وی به جیک بیشتر وابسته است. مارتین و جیک بیشتر اوقات تنها از طریق اعداد و الگوهای ارائه شده از سوی جیک با هم ارتباط برقرار می‌کنند.

## بازیگران

### بازیگران اصلی
- کیفر ساترلند در نقش مارتین بوهم - خبرنگار سابق روزنامه که اکنون در فرودگاه به عنوان کارگر مشغول به کار است، همسرش در حملات ۱۱ سپتامبر کشته شده‌است.[۱]
- گواگو مباثا-راو در تقش کلی هاپکینز - وی یک مددکار اجتماعی است که وظیفه ارزیابی وضعیت زندگی مارتین بوهم برای نگهداری فرزندش را بر عهده دارد.[۵]
- دیوید مزوز در نقش جیکوب (جیک) بوهم - فرزند ماریتن که تا سن ۱۰ سالگی هرگز کلمه‌ایی را بیان نکرده ولی توانایی عجیبی در اعداد دارد[۶]
- دنی گلور در نقش پروفسور آرتور تلر - مختصص در امور انسان‌های باهوش در رابطه با اعداد[۷]

## فهرست قسمت‌ها
| # | عنوان                      | کارگردان           | نویسنده                                            | روز نمایش                     | بینندگان آمریکایی (میلیون) |
| --- | -------------------------- | ------------------ | -------------------------------------------------- | ----------------------------- | -------------------------- |
| ۲ | "پایلوت"                   | فرانسیس لاورنس     | تیم کایرینگ                                        | ۲۵ ژانویه ۲۰۱۲ ۵ بهمن ۱۳۹۰    | ۱۲.۰۱                      |
| در قسمت پایلوت، مارتین بوهر (کیفر ساترلند) پدر فرزندی با نیازهای خاص است؛ جیک(دیوید مازوز). طی یکی از کارهای عجیب جیک وی مورد نظر سازمان مددکاری اجتماعی قرار می‌گیرد و باید زندگی پدرش مورد بررسی قرار گیرد. جیک برخی از توانایی‌های عددی خود را به صورت غیر مستقیم به نمایش می‌گذارد. |                            |                    |                                                    |                               |                            |
| ۲ | "۱+۱=۳"                    | یان توینتون        | تیم کایرینگ                                        | ۲۲ مارس ۲۰۱۲ ۲ فروردین ۱۳۹۱   | ۱۱.۸۱                      |
| کلی مارتین را وادار میذسازد تا جیک را به سازمان مددکاری اجتماعی تحویل دهد تا خصوصیات ارتباطی جدید وی رشد نماید. یک خدمه پرواز مأمور می‌شود تا سگی را از خدمات فرودگاه به صاحبش در روسیه تحویل دهدو هم‌زمان یک هندی برای خاک کردن خاکستر پدرش به آمریکا می‌آید. نوجوانی روسی نیز با گروه همسالانش به خاطر اتهام به پدرش درگیر می‌شود. جیک نیز آدرس فردی را به مارتین می‌دهد. ریاضیات ارتباط دهنده این وقایع به یکدیگر است. |                            |                    |                                                    |                               |                            |
| ۳ | "امنیت در اعداد نهفته است" | استفن ویلیام       | کارول باربی                                        | ۲۹ مارس ۲۰۱۲ ۹ فروردین ۱۳۹۱   | ۸.۹۲                       |
| عدد '۳۲۸۷' که جیک به ماریتن داده بود وی را رهنمون به فردی مانند جیک نمود که باعث شد تا در داستان شوالیه و اژدها وارد شود که در نهایت با شوالیه شدن مارتین به پایان رسید. |                            |                    |                                                    |                               |                            |
| ۴ | "ریسمان بادبادک"           | تاکر گیتز          | ملیندا هسو تیلور                                   | ۵ آوریل ۲۰۱۲ ۱۶ فروردین ۱۳۹۱  | ۷.۱۵                       |
| برندهٔ جایزهٔ قرعه کشی بزرگ باز در این فکر می‌افتد که رابطه این شماره قرعه‌کشی و همسر سابق مارتین بوهم چیست. جیک بازهم شماره‌ایی را به پدرش می‌دهد که وی را وارد جریان تاره‌ایی می‌نماید: ۹.۵. |                            |                    |                                                    |                               |                            |
| ۵ | "گرفتاری"                  | میلان چیلوف        | کریس لوینسون                                       | ۱۲ آوریل ۲۰۱۲ ۲۳ فروردین ۱۳۹۱ | ۸.۱۷                       |
| ۲۲ عدد جدید جیک برای پدرش بود. این عدد که به همراه الگویی ریاضی بود مارتین را به شخصیتی جدید به نام ماریسول رهنمود ساخت. |                            |                    |                                                    |                               |                            |
| ۶ | "گمشده و یافته"            |                    |                                                    | ۱۹ آوریل ۲۰۱۲ ۳۰ فروردین ۱۳۹۱ |                            |
| |                            |                    |                                                    |                               |                            |
| ۷ | "رستاخیر دانش"             | گوینت هوردر پایتون | تیم کارینگ، کارول باربی                            | ۲۶ آوریل ۲۰۱۲ ۷ اردیبهشت ۱۳۹۱ |                            |
| |                            |                    |                                                    |                               |                            |
| ۸ | "ناحیه سطح بالا"           | آدام کین           | کریس لاوینسون                                      | ۳ مه ۲۰۱۲ ۱۴ اردیبهشت ۱۳۹۱    | ۶.۲۷                       |
| |                            |                    |                                                    |                               |                            |
| ۹ | "موسیقیِ ناحیه"             | مایکل واکسمن       | راب فریسکو                                         | ۱۰ مه ۲۰۱۲ ۲۱ اردیبهشت ۱۳۹۱   | ۶.۸۴                       |
| |                            |                    |                                                    |                               |                            |
| ۱۰ | "مفروش به موزاییک"         | جان کازار          | زاک کارلی                                          | ۱۷ مه ۲۰۱۲ ۲۸ اردیبهشت ۱۳۹۱   | ۶.۰۲                       |
| |                            |                    |                                                    |                               |                            |
| ۱۱ | "حلقه (قسمت ۱)"            | نلسون مککورمیک     | جاناتان کید، سونیا وینتون، کارول باربی، رابرت لوین | ۱۷ مه ۲۰۱۲ ۴ خرداد ۱۳۹۱       | ۴.۵۸                       |
| |                            |                    |                                                    |                               |                            |
| ۱۲ | "حلقه (قسمت ۲)"            | گرگ بیمن           | تیم کرینگ، راب فرسکو                               | ۳۱ مه ۲۰۱۲ ۱۱ خرداد ۱۳۹۱      | ۴.۶۰                       |
| |                            |                    |                                                    |                               |                            |

### رتبه‌بندی
| فصل                                 | زمان پخش (به وقت شرق) | # قسمت. | روز آغاز پخش   | روز آغاز پخش                  | روز پایان پخش | روز پایان پخش                 | فصل پخش   | رتبه | بینندگان (در میلیون) |
| فصل                                 | زمان پخش (به وقت شرق) | # قسمت. | تاریخ          | بینندگان آغاز پخش (در میلیون) | تاریخ         | بینندگان قسمت آخر (در میلیون) | فصل پخش   | رتبه | بینندگان (در میلیون) |
| ----------------------------------- | --------------------- | ------- | -------------- | ----------------------------- | ------------- | ----------------------------- | --------- | ---- | -------------------- |
| فهرست قسمت‌های مجموعه تلویزیونی تماس | چهارشنبه ۹:۰۰ ب.ظ     | ۱۲      | ۲۵ ژانویه ۲۰۱۲ | ۱۲.۰۱                         | ۳۱ می ۲۰۱۲    | ۴.۶۰                          | ۲۰۱۱-۲۰۱۲ | #۴۵  | ۹.۱۸                 |